# Црква Преноса моштију Светог оца Николаја у Соколовцу
Црква Преноса моштију Светог оца Николаја је православна црква у месту Соколовац, жупанија Караш-Северин, Румунија. Припада Епархији темишварској Српске православне цркве. 

## Историја
Приликом пописа 1757. године Соколовац није имао цркву, али је она убрзо подигнута јер запис из 1787 бележи цркву од дрвета, покривену шиндром и већ у лошем стању. Две године касније записано је да село нема цркву, и да се богослужења обављају у школској згради. Нова црква је саграђена 1811. године, од тврдог материјала. Уз мање оправке задржала је првобитни изглед до 1911. године, када је на њену стогодишњицу извршена општа обнова, као и 1937. када су на њој поново извршени значајнији радови.
Здање је у облику лађе, унутра у облику крста, засвођено циглом, са лучном олтарском апсидом и торњем над пронаосом. У торњу се налазе три звона. Црквене књиге су углавном из 18. и 19. века. Поред храмовне славе мештани обележавају као заветину празник Светог пророка Илије.

## Иконостас
Резбарени иконостас израђен је 1843. године, сводови и зидови су такође осликани. Сликар иконостаса је био Арсеније Петровић из Беле Цркве. Према натпису са лимене плоче стављене у наосу 1911. године, цркву је измоловао Ђока Путник. Иконостас је 2010. комплетно рестауриран. Од 2018. до 2019. вршени су нови радови који су обухватили чишћење и рестаурацију свих икона и фресака у цркви, на њима је радио Сирбу Мадалина.
Од иконостаса су приказане у соклу Чудо Светог Николе, Бекство у Египат, Христос и Самарјанка и Усековање, на царским дверима Благовести, на бочним архангел Михаил, односно архиђакон Стефан, изнад царских двери Тајна вечера, изнад бочних Рођење односно Ваведење Богородице, престоне иконе Свети Никола, Богородица, Спаситељ и Претеча, празничне иконе Преображење, Крштење, Рођење, Васкрсење и Вазнесење Христово и Силазак Светог Духа, централна икона Света Тројица и у луку тематски склоп Распећа.